# Все оттенки Токио
«Все оттенки Токио»  (англ. Lost Girls and Love Hotels) – американский психологический драматический фильм, снятый режиссёром Уильямом Олссоном. В основу сюжета лёг роман 2006 года канадки Кэтрин Харнахан «Потерянные девушки и отели любви». Писательница также адаптировала сценарий. В США фильм вышел видео по запросу 18 сентября 2020 года. В России фильм вышел 15 октября 2020 года.

## Сюжет
Молодая и привлекательная американка Маргарет, обуреваемая демонами прошлого, решает перебраться в Японию. Она устраивается на работу учителем произношения английского языка в школу стюардесс. Однажды она знакомится с местным гангстером  Кадзо, который втягивает девушку в мир казавшихся ей ранее запретными желаний и наслаждений. В то же самое время в Токио исчезает очень похожая на Маргарет девушка. 
Кадзо показывает Маргарет тот мир, который она желала, но никто не мог ей его дать. Однажды Маргарет спрашивает, отрубал ли он кому-нибудь палец, и Кадзо отвечает, что отрубить палец —  это покаяние и напоминание о проступке. Маргарет узнаёт, что Кадзо обручен, но до свадьбы они могут встречаться. С будущей невестой у него нет любовных отношений, а только чувство благодарности.
Однажды вместо работы он увозит её в храм и после прохода через комнату Будды говорит, что теперь её день рождения. В поезде Маргарет засыпает. Проснувшись, она оказывается одна, а Кадзо словно испарился. Из-за разгульной жизни её увольняют, подруга уезжает из страны, лучшего друга депортируют. Чтобы не потерять комнату, ей приходится искать новую работу, но с минимальными знаниями языка это трудно. В конце концов, она находит работу в хостесс-баре (мужчины приходят туда, чтобы провести время с девушками, прикоснуться к ним, выпить). Не выдержав, Маргарет уходит после первой ночи. На улице к ней подходит мужчина и заводит в отель любви. Связав её, он рассказывает о своей юности и о том, что он мог бы убить Маргарет. Потеряв всё, что имела, Маргарет просит его сделать это. В комнату врывается Кадзо и избивает мужчину (возможно, маньяка). Он обнимает Маргарет окровавленной рукой, на которой нет мизинца. 
В финале Маргарет из самолёта звонит Кадзо и прощается с ним. Стюардесса в салоне — одна из её учениц.

## В ролях
- Александра Даддарио —  Маргарет[3]
- Кэрис ван Хаутен —  Инес
- Такэхиро Хира — Кадзу
- Кэтрин Истон — Луиза
- Питер Марк Кендалл — Фрэнк
- Элизабет Ларена  — Элис

## Производство
В декабре 2009 года было объявлено, что Кейт Босуорт будет продюсером и исполнительницей главной  роли в  «Потерянных девушках и отелях любви». Жан-Марк Валле был назначен режиссёром, а Надя Коннерс написала адаптированный сценарий. Однако фильм так и не попал в производство.
В октябре 2017 года было объявлено, что Александра Даддарио снимется в новой экранизации под названием  I Am Not a Bird, которая позднее вернулась к своему первоначальному названию. Харнахан   лично взялась за адаптацию сценария.  Остальная часть актёрского состава, включая ван Хаутен и  Хиру, была названа в ноябре 2017 года.
Съёмки проходили в Токио и Киото с 27 октября   по 15 декабря 2017 года.